# Hedi Nouira
Hedi Amara Nouira, född den 5 april 1911 i Monastir, Tunisien, död den 25 januari 1993 i La Marsa, Tunisien, var en tunisisk politiker och Tunisiens premiärminister 1970-1980.

## Biografi
Efter att ha studerat juridik i Paris 1934, var han en av grundarna av den första cellen i Habib Bourguibas Destour-parti. Han arbetade i den tunisiska motståndsrörelsen, var advokat efter andra världskriget och blev snabbt en av de ledande inom partiet vid sidan av Bourguiba. Han blev också sekreterare i förbundet för de tunisiska arbetarna 1938, men greps för subversion av de franska koloniala myndigheterna. 
Åren 1942-54 var Nouira generalsekreterare för Destour-partiet och från 1969 var han också generalsekreterare i Neo-Destour-partiet.
Efter misslyckandet med ett kortlivad socialistiskt experiment på 1960-talet, liberaliserad Nouira Tunisiens ekonomi under 1970-talet. Åren 1958-70 var han chef för landets Centralbank. Han utsågs 1970 till ekonomiminister och samma år till premiärminister. Den mest avgörande faktorn för Nouiras utnämning verkade vara hans engagemang för privata initiativ samt hans finansiella bakgrund. Han tjänstgjorde som premiärminister Tunisien mellan 1970 och 1980.
År 1971 var han också en kort tid inrikesminister. År 1974 var han motståndare till det av hans utrikesminister Muhammad Masmudi drivna unionsprojektet med Libyen och bidrog till dennes fall. Som premiärminister, var Nouira också utsedd efterträdare till president Bourguiba tills en stroke 1980 avslutade hans politiska karriär.
Som statsminister tog han alltmer kontroll över den vardagliga driften av landet efter hand som Bourguibas hälsa försämrades under 1970-talet. Nouira anses vara arkitekten bakom Tunisiens ekonomisk förnyelse på 1960-talet, och kritiserades av många arbetare och dissidenter i slutet av 1970-talet för regeringens tuffa arbetsmarknadspolitik och vägran att tillåta ett flerpartisystem. 